# Escudo de Martos
El escudo de Martos es la heráldica oficial de la ciudad de Martos, Provincia de Jaén (España). Los elementos que utiliza el escudo, se basan en la importancia que tanto historia y leyenda han tenido para la ciudad.

## El Escudo

### Blasón
El escudo es un campo cuartelado. En cuanto al contorno utilizado, la última descripción oficial adoptada no hace mención a este sin embargo el contorno utilizado tradicionalmente por el Ayuntamiento es el Hispano-Francés.
- El primer cuartel de Oro, con una Cruz Calatrava en Gules (Cruz griega en Gules con flores de lis en las puntas).
- El segundo cuartel de Azur con un castillo en Oro, almenado de tres almenas, aclarado y mazonado de Sable, sobre roca.
- El tercer cuartel de Gules con un Acetre con Hisopo en Oro.
- El cuarto cuartel de Argén con un Dragón rampante en Sinople.[1]

### Timbre
Como timbre, Corona Real, abierta, que está compuesta por un cerco de metal precioso y pedrería decorado con ocho florones con forma de hojas de acanto, cinco cuando no está realizada en tres dimensiones, que se sostienen sobre puntas elaboradas con el mismo metal que la base.

## Simbología
- El primer cuartel simboliza la pertenencia de la ciudad de Martos a la Orden de Calatrava en época medieval y moderna.
- El segundo cuartel simboliza el Castillo de la Peña, bastión defensivo de la ciudad durante toda su historia.
- El tercer cuartel simboliza al obispado, presente en la ciudad durante el Bajo Imperio Romano y época visigoda.
- El cuarto cuartel simboliza al dragón que según la leyenda se escondía en el interior de la Peña de Martos, y que fue derrotado por la patrona de la villa, Santa Marta.[2]